# Neuer Buschgraben
Der Neue Buschgraben ist ein Meliorationsgraben und rechter Zufluss des Verlängerten Freiheitsgrabens auf der Gemarkung von Blankenfelde-Mahlow, einer Gemeinde im Landkreis Teltow-Fläming in Brandenburg. Der Graben entwässert eine Wiesenfläche im südlichen Teil des Landschaftsschutzgebietes Diedersdorfer Heide und Großbeerener Graben. Dort verlaufen drei parallel angelegte Gräben auf einer Länge von rund 600 m in südöstlicher Richtung. Zwei weitere Gräben fließen von Norden zu und vereinigten sich in einem Stichkanal, der zum Verlängerten Freiheitsgraben führt, der wiederum in den Großbeerener Graben entwässert.